# 阿波池田站
阿波池田站（日语：／ Awa-ikeda eki */?）是一位於日本德島縣三好市池田町、隸屬於四國旅客鐵道（JR四國）的鐵路車站。車站編號為D22/B25。本站是三好市的代表站，也是所有級別列車的停車站，包括觀光列車。
本站亦是土讚線與德島線的轉車站，雖然德島線是以佃站為起點，但所有的列車均會延伸至此站開訖。至於土讚線，亦是區間車的其中一個總站，上行多以琴平站為總站（另1班伸延至多度津站）、下行則以高知站為止（頭班則只服務至土佐山田站），至於觀光列車則主要來往大步危站，途中會有扮演妖怪的人員上車，只在周末或假日行駛。
此外，本站亦是其中一個區域管理站，管轄著共17個車站，當中包括土讚線內所有德島縣内車站（坪尻站～大步危站）及德島線本站～穴吹站。

## 車站結構

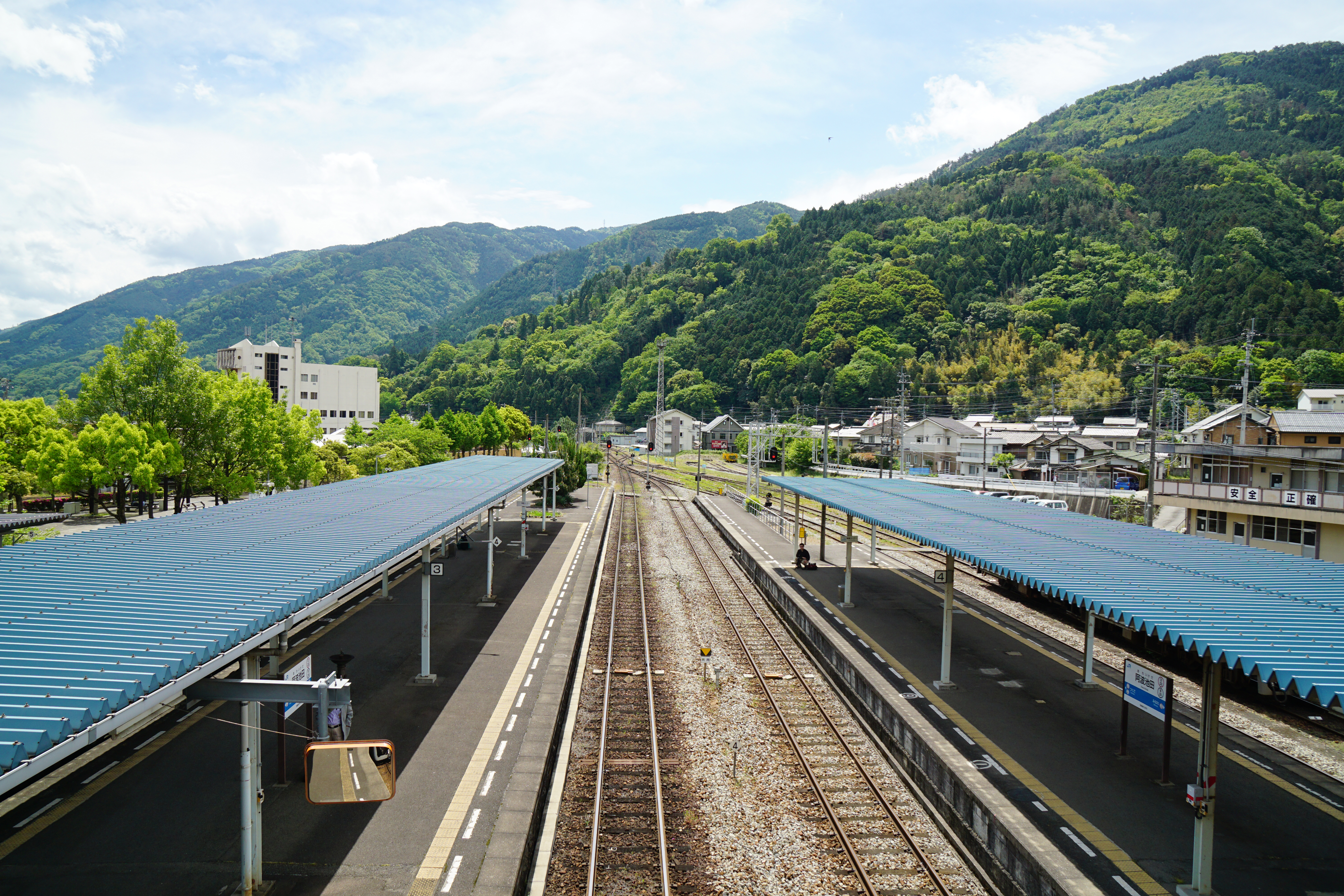
月台全景(2015年5月)

設有木製站舍一座，自開始起沿用至今，其中中央及右邊的車站大堂部份為單層，左邊職員專用部份為雙層。車站大堂設有附設綠窗口的售票處及站務處、候車大堂、自動售票機及有職員駐守的閘口；另外JR四國的子公司—旅遊中心 Warp Centre 及四國便利商店亦有設店於站外。站舍外圍同時設有一間結合了土產品售賣及茶座的店舖，洗手間則位於最外圍的獨立建築物。
由於本站是土讚線區間車的總站及德島線的起點，因此站內設有供職員留宿用的宿舍。
本站是繼高松站後，全JR四國車站中最多月台的第二名，現時共設有2個島式月台及1個側式月台，其中靠近站舍的為1號月台，是2011年3月才增設的，除了5號月台的有效長度為6輛外，其餘月台均能對應7輛編成的特急列車。
過往是利用月台內的平交道連接站舍及各月台，高速化後，月台之間改以行人天橋連接起來。

### 月台配置
| 月台 | 路線    | 方向 | 目的地                       |
| ---- | ------- | ---- | ---------------------------- |
| 1－5 | ■土讚線 | 下行 | 大步危、高知、中村方向       |
| 1－5 | ■土讚線 | 上行 | 琴平、多度津、高松、岡山方向 |
| 1－5 | ■德島線 | -    | 穴吹、德島方向               |

## 特例豁免事項
德島線全線及土讚線琴平↔佃一帶的乘客，當需轉乘另一線的列車，皆須在本站轉車。由於另一個兩線共同站佃站是特急列車的通過站，根據 JR 「分歧站通過特例」，由上述車站出發的乘客，車費均會免除佃站至阿波池田站的距離。

## 相鄰車站
四國旅客鐵道
■土讚線（包括直通■德島線列車）
佃（D21/B24）－阿波池田（D22/B25）－三繩（D23）

## 外部連結
- JR四國阿波池田站公式網頁。